# Crax alberti
El paujil colombiano (Crax alberti), también conocido como  pavón piquiazul, pavón colombiano, hocco piguiazul, muitú de pico azul y opón, es una especie de ave galliforme de la familia Cracidae endémica del norte de Colombia, desde el piedemonte de la Sierra Nevada de Santa Marta hasta la cuenca baja y media del río Magdalena. No se conocen subespecies.

## Descripción
Alcanza en promedio 91 cm de longitud. Sus plumas son negras y brillantes, excepto en la punta de la cola y el abdomen, donde son blancas. El macho presenta sobre el pico carúnculas y cera de color azul. El pico de la hembra carece de prominencias pero la base también es azul, sus partes bajas castañas, pecho y cola con línas blancas y tiene una fase de color rojizo.

## Hábitat
Vive en selvas cálidas nubladas a menos de 1.500 m s. n. m. Está amenazado por la destrucción sistemática y masiva de su hábitat. Se halla en peligro crítico de extinción.